# آماندا تپینگ
آماندا تپینگ (به انگلیسی: Amanda Tapping) (زاده ۲۸ آگوست ۱۹۶۵ در انگلستان) یک بازیگر زن ، تهیه‌کننده و کارگردان کانادایی متولد انگلستان است.
او بیش‌تر برای بازی در نقش سامانتا کارتر در سریال‌های علمی-تخیلی نظامی دروازه ستارگان اس‌جی-۱ و دروازه ستارگان آتلانتیس شناخته‌شده است، او همچنین در نقش دکتر هلن مگنس در سریال تلویزیونی پناهگاه درخشید.

## بیوگرافی
تپینگ در ۱۹۶۵ در انگلستان دیده به جهان گشود، او به‌همراه خانواده‌اش هنگامی که سه سال داشت به انتاریو، کانادا مهاجرت کردند. او در مؤسسهٔ دانشگاهی تورنتوی شمالی در زمینهٔ علوم زیست محیطی و تئاتر به تحصیل پرداخت، هنگامی که در ۱۹۸۴ تحصیلش در آن مؤسسه پایان یافت، او تصمیم گرفت تمرکزش را به‌روی تئاتر بگذارد و در همین راستا در دانشگاه هنرهای دراماتیک وندزور در انتاریو حضور پیدا کرد.
نخستین تجربهٔ بازیگری غیرتئاتری‌اش بازی در یک اپیزود سریال برای همیشه شوالیه (۱۹۹۴) بود.
آماندا تپینگ در سال ۱۹۹۴ با آلن کوواس ازدواج کرد، تپینگ در ونکوور همراه با همسرش زندگی می‌کند، او در مارس ۲۰۰۴ یک دختر متولد کرد، تپینگ دارای دو برادر زنده به‌نام‌های ریچارد و کریستوفر است. او برادر دیگری له‌نام استیون نیز داشت که در دسامبر ۲۰۰۶ درگذشت.